# Odd Oppedal
Odd Ove Oppedal (Bergen, 1936. június 17. – Bergen, 2018. május 27.) válogatott norvég labdarúgó, középpályás.

## Pályafutása
1953 és 1964 között az SK Brann labdarúgója volt, ahol két bajnoki címet szerzett a csapattal. 1962-ben egy alkalommal szerepelt a norvég válogatottban.

## Sikerei, díjai
SK Brann
- Norvég bajnokság
  - bajnok (2): 1961–62, 1963